# It's a Man's Man's Man's World
It's a Man's Man's Man's World est une chanson de James Brown et Betty Jean Newsome. Brown l'enregistre le 16 février 1966 à New York. Lors de sa sortie, il se classe 8e sur le Billboard Hot 100,.

## La chanson
Les paroles de la chanson attribuent tous les travaux de la civilisation moderne (les voitures, les trains, les bateaux, les lumières électriques) aux efforts des hommes, mais affirment que tout ceci ne serait rien sans les femmes. La chanson constate aussi que les hommes ont fabriqué des jouets pour les enfants, et commente le fait que les hommes gagnent de l'argent pour acheter à d'autres hommes. Avant la fin de la chanson Brown constate que les hommes sont perdus dans la nature sauvage et l'amertume. Betty Jean Newsome qui a écrit la chanson, a écrit les paroles à partir de ses propres observations sur les relations entre les sexes. Quelques années après, Newsome revendiquait que Brown n'aurait écrit aucune partie de la chanson et l'a poursuivi en justice pour avoir parfois oublié de payer ses redevances (droits d'auteur en l'occurrence).
La composition de la chanson s'est développée au cours de plusieurs années. Tammy Montgomery, plus connu sous le nom de Tammi Terrell, a enregistré I Cried, une chanson basée sur la même progression d'accords, en 1963. Brown lui-même a enregistré une version démo de la chanson, provisoirement nommée It's a Man's World, en 1964. Cette version est apparue plus tard sur la compilation de CD The CD of JB et Star Time.
Il est à noter que le style de la chanson, particulièrement son interprétation (staccato endiablé), est largement inspiré de celle de Screamin Jay Hawkins I put a spell on you, enregistrée en 1956.
La version publiée de It's a Man's Man's World a été enregistré rapidement, en seulement deux prises, dont l'orchestre au studio incluait des membres du groupe de tournée de Brown et des cordes arrangées et menées par Sammy Lowe. Un chœur de femmes était impliqué dans les sessions d'enregistrement, mais leurs parties ont été coupées au montage final.
En 2003, It's a Man's Man's World a été classée numéro 123 sur le classement des meilleures chansons de tous les temps par le magazine Rolling Stone.
En 2010, elle a reçu le Grammy Hall of Fame Award.

## Distribution
- James Brown - voix

groupe:
- Dud Bascomb - trompette
- Waymon Reed (en) - trompette
- Lamarr Wright - trompette
- Haywood Henry - saxophone baryton
- Ernie Hayes - piano
- Billy Butler - guitare
- Bernard « Pretty » Purdie - batterie

## Reprises
- 2003 : Natacha Atlas, Man's World, sur l'album Something Dangerous[4]
- 2009 : Dianna Agron, It's a Man's Man's Man's World, dans la série Glee
- 2020 : Jurnee Smollett-Bell, It's a Man's Man's Man's World, pour le film Birds of Prey

## Réutilisations
- 2001 : 15 août de Patrick Alessandrin[5]

## Classements
| Chart (1966)           | Classements |
| ---------------------- | ----------- |
| U.S. Billboard Hot 100 | 8           |
| U.S. Billboard R&B     | 1           |
| UK Singles Chart       | 13          |